# Evan Williams (ator)
Evan Williams é um ator e músico canadense, nascido em Alberta. Ele é mais conhecido por interpretar Kelly Ashoona em Degrassi: The Next Generation.
Evan também fez a série da MTV Awkward, interpretando o universitário Luke, entre a quarta e quinta temporada. 